# Kloster Sankt-Maria-auf-dem-Georgenberg
Das Kloster Sankt-Maria-auf-dem-Georgenberg (auch als Kloster Plötzky bezeichnet) war ein Zisterzienserinnenkloster in Plötzky im heutigen Sachsen-Anhalt.

## Geschichte
Das Kloster entstand zu Beginn des 13. Jahrhunderts um 1210 oder 1230 auf Anregung und mit Förderung der Herzöge von Sachsen-Wittenberg. Ein genaues Gründungsdatum ist allerdings nicht bekannt. Nach der Reformation wurde das Kloster 1538 aufgelöst. Die Gebäude verfielen und wurden abgerissen. Zum Teil dienten die Steine bei Bauten in der Wasserburg Gommern. Der Abriss der Klausurgebäude erfolgte ab 1578. Die Kirche des Klosters stand noch bis zum Jahr 1793. Heute sind lediglich noch Reste der östlichen Klostermauer und Teile eines Wirtschaftsgebäudes als Bruchsteinmauerwerk vorhanden. Teile des Chorgestühls befinden sich jetzt in der Sankt-Pancratii-Kirche in Elbenau. Zwei Stühle sollen heute in der Sankt-Lukas-Kirche in Ranies stehen.